# Dieuppeul-Derklé
Dieuppeul-Derklé est l'une des 19 communes d'arrondissement de la ville de Dakar (Sénégal). Elle fait partie de l'arrondissement de Grand Dakar.
Ce quartier populaire est situé dans le centre-sud de la capitale.

## Administration
Dieuppeul-Derklé fait partie de l'arrondissement de Grand Dakar dans le département de Dakar,.
| Période     | Identité       | Parti | Coalition              |
| ----------- | -------------- | ----- | ---------------------- |
| 1996 - 2001 | Adboulaye Faye | PS    |                        |
| 2002 - 2009 | Waly Fall      | PDS   |                        |
| 2009 - 2014 | Salif Mbaye    | PS    | Bennoo Siggil Senegaal |
| depuis 2014 | Cheikh Guèye   | LD    | Taxawu Dakar           |

## Géographie
La commune d’arrondissement de Dieuppeul‑Derké est située dans le centre-sud de la presqu’île du Cap-Vert, dans l’arrondissement de Grand Dakar, au sein du département et de la région de Dakar. Elle couvre une superficie d’environ 1,343 km² et se situe à une altitude moyenne d’environ 24 à 28 mètres au-dessus du niveau de la mer.
Elle est limitée au sud par la commune de Grand Dakar, à l’est par le boulevard du Président Habib Bourguiba, au nord par l’avenue du Roi Fahd Ben Abdel Aziz (anciennement route du Front de Terre), et à l’ouest par les allées Khalifa Ababacar Sy.

## Population et Religion
Lors du recensement de 2002, Dieuppeul-Derklé comptait 35 452 habitants, 4 128 concessions et 5 211 ménages,.
En 2007, selon les estimations officielles, la population de la commune s'élèverait à 39 891 personnes,.
La commune de Dieuppeul-Derké compte une population composée majoritairement de musulmans, comme dans la plupart des quartiers de Dakar. Toutefois, elle abrite également une communauté chrétienne active. Cette diversité religieuse se reflète dans la présence de lieux de culte tels que la mosquée située sur la Rue DD-59 ainsi que l'Église Luthérienne et la Congrégation du Saint-Esprit, toutes deux implantées dans la commune,.La commune est le siège de la paroisse catholique des Saints Martyrs de l'Ouganda fondée en 1968, elle dépend de la doyenné de Grand Dakar-Yoff de l'Archidiocèse de Dakar.

## Economie
L’économie de Dieuppeul-Derké repose principalement sur le commerce de proximité, les activités artisanales et les services. On y trouve de nombreux marchés, boutiques, ateliers, ainsi que des vendeurs ambulants. Ces activités permettent à une grande partie de la population de subvenir à ses besoins quotidiens. Certaines entreprises locales, notamment dans les secteurs de l’alimentation, du transport et de la téléphonie, sont également implantées dans la commune,.

## Infrastructure et Transport
La commune de Dieuppeul-Derké est traversée par plusieurs axes routiers importants qui facilitent la circulation vers les autres quartiers de Dakar. Elle est desservie par les transports en commun, notamment les bus de Dakar Dem Dikk, les taxis et les « car rapides ». Malgré cette accessibilité, certaines voies secondaires restent dégradées, ce qui complique les déplacements internes. La commune connaît aussi des problèmes récurrents liés à l’assainissement et à la gestion des eaux usées,,.

## Education et Santé
Dieuppeul-Derké dispose de plusieurs établissements scolaires publics et privés, allant du préscolaire au secondaire. Ces écoles accueillent des élèves venus de divers quartiers voisins. Toutefois, le nombre d’établissements reste parfois insuffisant face à la croissance de la population,.
En matière de santé, la commune compte quelques postes de santé et cliniques privées. Cependant, l’accès aux soins demeure un défi pour certaines franges de la population, notamment en raison des coûts ou de l’encombrement des structures existantes,.

## Culture et Sport
La vie culturelle de Dieuppeul-Derké est animée par diverses manifestations religieuses, sociales et communautaires. On y trouve des espaces de rassemblement, des mosquées et des églises qui jouent un rôle important dans la cohésion sociale.
Sur le plan sportif, la commune dispose de terrains de football, souvent informels, où les jeunes se retrouvent régulièrement. Des associations sportives et culturelles organisent également des activités pour renforcer l’engagement des jeunes.

## Personnalités notables
- *Salif Mbaye* (1955‑2021), ancien maire de Dieuppeul‑Derké, a dirigé la commune entre 2009 et 2014. Membre actif du Parti socialiste, il est décédé en avril 2021. Son décès a été largement relayé dans les médias sénégalais, notamment Leral.net et Kewoulo.info[16],[17].

- *Cheikh Guèye*, actuel maire de Dieuppeul‑Derké depuis 2014, s’est illustré dans le cadre de la préparation des Jeux olympiques de la jeunesse Dakar 2022. Il a déclaré que « c’est le moment de réunir le Sénégal dans sa diversité », soulignant son engagement en faveur de l’unité nationale et du développement local[18].